# 大竹英洋
大竹 英洋（おおたけ ひでひろ、1975年 - ）は、日本の自然写真家。北アメリカ大陸ノースウッズ地域をフィールドとする。梅棹忠夫・山と探検文学賞、日経ナショナル ジオグラフィック写真賞最優秀賞受賞、土門拳賞受賞。

## 人物・経歴
京都府舞鶴市生まれ。東京都世田谷区育ち。東京都立戸山高等学校を経て、1999年一橋大学社会学部卒業。一橋大学ワンダーフォーゲル部出身。大学卒業後、ジム・ブランデンバーグに弟子入りしようと北アメリカ大陸ノースウッズに訪れ、以降同地で撮影活動を行う。ナショナルジオグラフィック日本版や写真絵本などで作品を発表。兵庫県神戸市在住。2018年、著書『そして、ぼくは旅に出た。――はじまりの森ノースウッズ』で第7回梅棹忠夫・山と探検文学賞を受賞。2019年、日経ナショナル ジオグラフィック写真賞2018ネイチャー部門最優秀賞を受賞。2021年、初の写真集『ノースウッズ 生命を与える大地』で第40回土門拳賞を受賞。

## 著書
- 『動物の森 : 1999-2001』葉っぱの坑夫 2004年
- 『ノースウッズの森で（月刊たくさんのふしぎ第246号）』福音館書店 2005年
- 『春をさがして : カヌーの旅（月刊たくさんのふしぎ第253号）』福音館書店 2006年
- 『もりのどうぶつ (こどものとも0.1.2.第177号)』福音館書店 2009年
- 『ノースウッズの森で（たくさんのふしぎ傑作集）』福音館書店 2011年
- 『もりはみている （こどものとも年少版第463号）』福音館書店 2015年
- 『カリブーの足音 : ソリの旅（月刊たくさんのふしぎ）』福音館書店 2016年
- 『そして、ぼくは旅に出た。 : はじまりの森ノースウッズ』あすなろ書房 2017年
- 『春をさがして : カヌーの旅（たくさんのふしぎ傑作集）』福音館書店 2020年
- 写真集『ノースウッズ 生命を与える大地』クレヴィス 2020年